# Peter van Paassen
Petrus Maria W. van Paassen (* 20. Dezember 1978 in Den Haag) ist ein ehemaliger niederländischer Basketballspieler.

## Werdegang
Der aus Den Haag stammende van Paassen spielte als Jugendlicher Basketball bei der Basketbalvereniging Zoebas in Zoetermeer. Er war von 1997 bis 2001 Student an der St. Bonaventure University in den Vereinigten Staaten. Er bestritt 111 Spiele für die Basketballmannschaft der Hochschule und erzielte im Durchschnitt 8,8 Punkte je Begegnung. Der Niederländer erlangte an der Hochschule einen Abschluss im Fach Journalismus und wurde während seiner Zeit in den Vereinigten Staaten für seine Studienleistungen ausgezeichnet. 2011 wurde er in die Ruhmeshalle der St. Bonaventure University aufgenommen.
Als Berufsbasketballspieler stand der Niederländer ab 2001 beim BC Ostende in Belgien unter Vertrag. 2002 wurde er mit der Mannschaft belgischer Meister. Im Spieljahr 2003/04 war van Paassen Mitglied des spanischen Zweitligisten Club Melilla Baloncesto, für den er in 32 Hauptrundeneinsätzen einen Mittelwert von 7,2 Punkten je Begegnung erreichte.
Nach seiner Rückkehr in die Niederlande wurde van Paassen mit Amsterdam 2008 und 2009 sowie mit Den Bosch 2012 Staatsmeister. 2010/11 spielte er wieder in Belgien und anschließend erneut in Den Bosch. 2008 und 2009 wurde er als bester Spieler der niederländischen Eredivisie ausgezeichnet. In Den Bosch beendete er 2013 seine Spielerlaufbahn.
Van Paassen bestritt 64 Länderspiele für die Niederlande, in denen er im Durchschnitt 11 Punkte je Begegnung erzielte.
Nach seinem Hochschulabschluss an der St. Bonaventure University erlangte van Paassen in seinem Heimatland weitere Abschlüsse in den Fächern Sonderpädagogik und Sportmanagement. An der Hogeschool van Amsterdam wurde er in der Sportwissenschaft als Hochschullehrer tätig.
Als Trainer war van Paassen beim niederländischen Basketballverband für die Spielform 3x3 zuständig. 2015 wurde er Assistenztrainer von Apollo Amsterdam.